# Lista nera (informatica)
In informatica la lista nera o (in inglese) blacklist è una lista utilizzata per controllare gli accessi a una certa risorsa (rete, stampante), usufruibile da tutti ad eccezione delle entità (utenti, programmi) presenti nella lista.
Al contrario, una lista bianca (whitelist) identifica una lista di utenti cui è concesso l'accesso al servizio; a seconda delle impostazioni, essa può anche negare a priori a tutti gli utenti l'utilizzo che non sono inclusi nella lista (funzionando così sia da lista bianca sia da lista nera).
Soluzioni di questo genere sono utilizzate per varie ragioni, ad esempio nelle aziende o nelle scuole ove è necessario negare l'utilizzo di programmi come Kazaa o di ICQ. In questo caso la lista nera contiene  tutti gli indirizzi IP, le porte, e i programmi cui il firewall dovrà negare la connessione.
Un altro utilizzo si trova nella gestione della posta elettronica, ove la lista nera comprende tutti quegli indirizzi considerati generatori di spam, cui negare il recapito delle e-mail, che è invece possibile per gli altri indirizzi.
Numerosi modelli di telefoni cordless in commercio hanno una funzionalità che permette di bloccare la ricezione di chiamate e/o messaggi da un numero fisso o mobile, selezionato dall'utente o dopo aver ricevuto una chiamata non desiderata. 

Per i tradizionali telefoni con filo e tastiera a toni esistono dei dispositivi di call blocking, da collegare tramite un comune cavo telefonico. Stessa possibilità è prevista nei telefoni smartphone tramite l'installazione di una della varie app di call blocking e call recording.